# Mercado de invierno
El  «mercado de fichajes de invierno», abreviado «mercado de invierno», es un término de uso en el fútbol europeo para hacer referencia a un plazo de tiempo, mayoritariamente a lo largo del mes de enero, en el que los clubes de fútbol pueden hacer transferencias o altas de futbolistas en una plantilla. Se denomina «mercado de invierno» porque el mes de enero es invernal en el continente europeo, en contraposición al verano, lapso en el que se realizan la mayoría de los fichajes.
El plazo suele ser entre las 00:00 del 1 de enero hasta las 23:59 del 31 de enero, aunque puede variar según el país y permite a los equipos de fútbol remodelar sus plantillas para el resto de la temporada, especialmente para suplir jugadores lesionados o cerrar acuerdos que no pudieron cerrarse antes del comienzo de la temporada. El mercado de invierno se utiliza también para la cesión de jugadores a otros equipos.